# Плоский (вулкан, 1236 м)
Плоский — щитовой вулкан исландского типа в центральной части Камчатки. Находится южнее реки Большая Кимитина, юго-восточнее вулкана Ичинский. Высота 1236 м. Образование вулкана происходило в современный период. В плане вулканическое сооружение имеет форму вытянутого с севера на юг овала с осями 7 × 5 км, площадью в 28 км². Объем изверженного материала около 5 км³.